# Leontin Ștefan Eugen Péterfi
Leontin Ștefan Eugen Péterfi (n. 1937, Cluj, România) este un biolog și botanist român, membru corespondent al Academiei Române din anul 2003.

## Biografie
A fost fiul lui Ștefan și Leontina (Szasz) Péterfi. A absolvit studii la Universitatea Babeș-Bolyai din Cluj în 1959 și a devenit doctor în științe al aceleiași universități în 1971.
Începând din 1960 a fost cadru didactic la Universitatea Babeș-Bolyai: asistent și lector (1960-1964), ulterior profesor (din 1993). A lucrat pe post de cercetător la Centrul de Cercetări Biologice al Academiei Române (1976-1993), îndeplinind funcția de director adjunct (1982-1990) și șef al Laboratorului de Ecologie (1985-1993). În paralel a fost cercetător superior la Ins
Este membru al Societății Române de Biologie, al Societății Române de Ecologie, al New York Academy of Sciences și al Societății Maghiare de Algologie.